# Gustáv Beksics

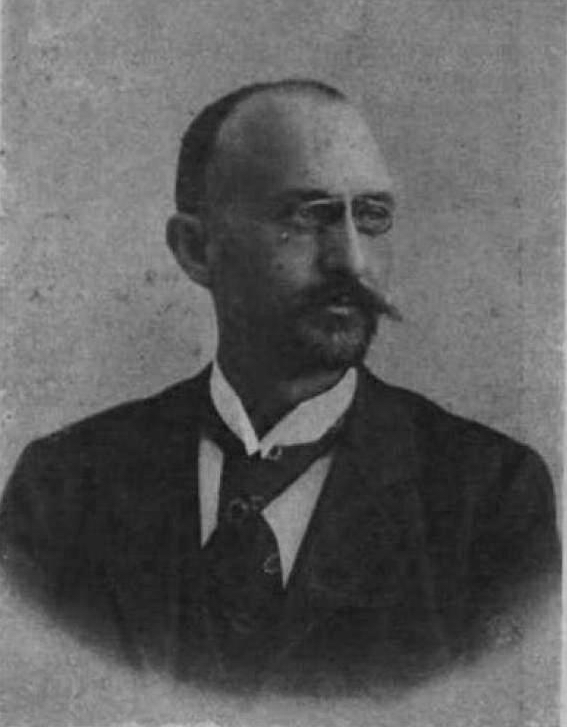
Gusztáv Beksics (1906)

Gustáv Beksics (* 9. Februar 1847 in Gamás im Komitat Somogy; † 7. Mai 1906 in Budapest) war ein ungarischer Publizist und liberaler Politiker. Er schrieb Gedichte, Bühnenstücke und Romane. 1884 wurde er in das ungarische Parlament gewählt, dem er mehr als 10 Jahre angehörte. Er war Mitglied im Vorstand des Nationalitäten-Departements im ungarischen Minister-Präsidium.
Seine Frau war unter dem Pseudonym Georg Bogdanovich gleichfalls literarisch tätig.

## Werke
- Die individuelle Freiheit in Europa und Ungarn (1880)
- Das Land der Freiheit (1881, 2. Aufl. 1884)
- Die Demokratie in Ungarn (1881)
- Die ungarischen Doktrinäre (1882)
- Geschichte des Dualismus, dessen staatsrechtliche Bedeutung und unsre Bestrebungen (1892)
- Die rumänische Frage und der Rassenkampf in Ungarn und Europa (1895, auch ins Französische übersetzt)
- Die neuen Grundlagen der ungarischen Politik (1899)
- Die Zukunft Ungarns (1900)